# El Abonado
El Abonado är en ort i Mexiko.   Den ligger i kommunen San Agustín de las Juntas och delstaten Oaxaca, i den sydöstra delen av landet, 400 km sydost om huvudstaden Mexico City. El Abonado ligger 1 579 meter över havet och antalet invånare är 164.
Terrängen runt El Abonado är kuperad österut, men västerut är den platt. Terrängen runt El Abonado sluttar västerut. Runt El Abonado är det ganska tätbefolkat, med 90 invånare per kvadratkilometer. Närmaste större samhälle är Oaxaca de Juárez, 6,8 km norr om El Abonado. I omgivningarna runt El Abonado växer huvudsakligen savannskog.